# District de Limatambo
Le district de Limatambo est l'un des neuf districts de la province d'Anta au Pérou.

## Géographie
L'un des plus hauts sommets du district est le Hatun Q'asa (ou Jatunjasa) (en), culminant à 5 338 m. Les autres montagnes sont énumérées ci-dessous :
- Anawillka Q'asa
- Anta Sirk'a
- Iskuyuq Punta
- Kuntur Marka
- Kuyuq
- Llama Wasi
- Llamaylla
- Muru Saywa
- Muyuq
- Pikchu Urqu
- Pitu Phaqcha
- Pukar
- Qullpa Qhata
- Ruq'a Pampa
- Sikun Punta
- Silla Q'asa
- Tiklla
- Tinkuq
- T'asta Q'asa
- Uma
- Uman Chunta
- Uqhu Pampa
- Wakayuq Pampa
- Waman Marka
- Waqra Q'asa
- Yana Pata